# Андрощук, Екатерина Кирьяновна
Екатерина Кирьяновна Андрощук (?, современная Хмельницкая область — ?) — украинская советская деятельница, звеньевая, заведующая животноводческой фермы колхоза имени Ворошилова села Кузьмин Красиловского района Каменец-Подольской (Хмельницкой) области. Депутат Верховного Совета СССР 2-го созыва.

## Биография
Родилась в крестьянской семье.
С начала 1930-х годов работала звеньевой колхоза имени Ворошилова села Кузьмин Красиловского района Винницкой (затем — Каменец-Подольской) области. Выращивала высокие урожаи сахарной свеклы, была активной участницей движения колхозниц-пятисотниц. В 1935 году собрала по 531 центнеров сахарной свеклы с гектара.
С 1944 года — заведующая животноводческой фермой колхоза имени Ворошилова села Кузьмин Красиловского района Каменец-Подольской (Хмельницкой) области.
Член ВКП(б) с 1947 года.
Потом — на пенсии в селе Кузьмин Красиловского района Хмельницкой области.
Умерла после 1979 года.

## Награды
- орден Ленина (10.11.1935)
- прочие ордена
- медали